# 110-й гвардейский армейский пушечный артиллерийский полк
110-й гвардейский армейский пушечный артиллерийский Одесский полк Резерва Главного Командования — воинское формирование Вооружённых Сил СССР, принимавшее участие в Великой Отечественной войне.
Сокращённое наименование — 110 гв. апап РГК.

## История формирования
Приказом НКО СССР № 102 от 1 марта 1943 года 648-му армейскому артиллерийскому полку присвоено наименование 110-й гвардейский армейский артиллерийский полк. Полк был сформирован по штату № 08/538, штатной численностью 786 человек, трёх дивизионного состава, по три двух орудийные батареи 152-мм гаубиц-пушек МЛ-20.

## Участие в боевых действиях
Период вхождения в действующую армию: 1 марта 1943 года — 30 мая 1944 года.

## Подчинение
С 1 марта по 1 апреля 1943 года в составе 2-й гв. армии Южного фронта.
С апреля по октябрь 1943 года в составе 28-й армии Южного фронта.
Ноябрь 1943 года в составе 28-й армии 4-го Украинского фронта.
Декабрь 1943 года в составе 5-й ударной армии 4-го Украинского фронта.
С января по февраль 1944 года в составе 28-й армии 4-го Украинского фронта.
С 1 марта по 24 мая 1944 года в составе 5-й ударной армии 3-го Украинского фронта.

## Командование полка

### Командир полка
- Соколов, Иван Александрович (01.03.1943 — 24.05.1944), гвардии подполковник, гвардии полковник[4]

### Заместители командира по строевой части
- Фёдоров Михаил Степанович (01.03.1943 — 07.1943), гвардии майор

### Заместители командира по политической части
- Фридман Абрам Соломонович (01.03.1943 —), гвардии майор

### Начальник штаба полка
- Шахов Иван Власович (01.03.1943 — 30.05.1944), гвардии майор

## Награды и почётные наименования
| Награда (наименование)           | Дата награждения                                                               | За что получена |
| -------------------------------- | ------------------------------------------------------------------------------ | --- |
| Почётное звание «Гвардейский»    | присвоено приказом Народного комиссара обороны СССР № 102 от 1 марта 1943 года | за проявленную отвагу в боях за Отечество с немецкими захватчиками, за стойкость, мужество, дисциплину и организованность, за героизм личного состава (проявленные в Сталинградской битве) |
| Почётное наименование «Одесский» | присвоено приказом Верховного главнокомандующего № 099 от 19 апреля 1944 года  | за отличия в боях с немецкими захватчиками за освобождение города Одесса |